# Igor Matanović
Igor Matanović (sinh ngày 31 tháng 3 năm 2003) là một cầu thủ bóng đá chuyên nghiệp người Đức-Croatia thi đấu ở vị trí tiền đạo cho câu lạc bộ FC St. Pauli tại 2. Bundesliga theo dạng cho mượn từ Eintracht Frankfurt.